# La Plana Rodona
La Plana Rodona és una masia situada al municipi de Riner, a la comarca catalana del Solsonès. Es troba a la vora de la rasa d'Estany.